# Werner Hofmann (Soziologe)
Werner Hofmann (* 27. Juli 1922 in Meiningen; † 9. November 1969 in Wehrda bei Marburg) war ein marxistisch orientierter deutscher Soziologe und Volkswirt, Gründer des Bundes demokratischer Wissenschaftler (1968) und Mitbegründer der Partei Aktion Demokratischer Fortschritt (1969).

## Leben
Der Sohn des Bankdirektors a. D. Rudolf Hofmann trat mit dem 11. September 1939 in die Klasse 7C des Maximiliansgymnasiums in München ein und wurde bereits ein Jahr später aus der 8. Klasse zur Wehrmacht eingezogen. Nach Kriegsende studierte er ab dem Sommersemester 1946 Volkswirtschaftslehre an der Universität München. Anschließend
ging er 1948 aus Überzeugung in die Sowjetische Besatzungszone an die Universität Leipzig. Weil seine Promotion dort aus politischen Gründen nicht angenommen worden war und er daraufhin arbeitslos wurde, kehrte er 1952 nach München zurück. Dort promovierte er bei Adolf Weber (1953) und arbeitete an dessen Lehrbuch „Kurzgefasste Volkswirtschaftspolitik“ (1957) mit. Seit 1958 lehrte er an der Hochschule für Sozialwissenschaften in Wilhelmshaven-Rüstersiel und habilitierte sich im gleichen Jahr bei Hans Raupach. Ab 1964 war er außerplanmäßiger Professor für Volkswirtschaftslehre in Göttingen, von 1966 bis 1969 ordentlicher Professor für Soziologie an der Universität Marburg.
Werner Hofmann setzte sich als einer der ersten Wissenschaftler in der BRD mit dem Stalinismus als Ideologie, Herrschaftssystem und gesellschaftliches Phänomen auseinander. Er entwickelte ökonomische und soziale Theorien insbesondere zur Entwicklung des Kapitalismus und zur Wissenschaftssoziologie. 1969 veröffentlichte Hofmann in der Reihe rororo-aktuell das Buch „Grundelemente der Wirtschaftsgesellschaft“ als Orientierungshilfe für Lehrer. Mit dieser Einführung in die kapitalistische Ökonomie aus marxistischer Sicht traf er das Interesse der Studentenbewegung und erreichte innerhalb von drei Jahren eine Auflage von 90.000 Exemplaren.
In den Sozialwissenschaften verband er verschiedene wissenschaftliche Ansätze miteinander, die er insbesondere in den „Sozialökonomischen Studientexten“ und der „Wirtschaftsgesellschaft“ überzeugend darstellte. Er gab Wissenschaftlern unterschiedlicher Richtungen wesentliche Anstöße, ohne jedoch eine eigene Schule gebildet zu haben. Zusammen mit Wolfgang Abendroth und Heinz Maus prägte er die Marburger Schule.
Charakteristisch war für ihn die Verbindung von wissenschaftlicher Ökonomie und Soziologie in der Tradition der Sozialökonomie (vgl. Max Weber, Werner Sombart, Adolf Weber und Hans Raupach). Wissenschaftstheoretisch tendierte er trotz seiner Kritik am Neopositivismus nicht zum dialektisch-materialistischen Ansatz, sondern zu einer Scheidung von Subjekt und Objekt.
Hofmann wirkte an der Begründung der Aktion Demokratischer Fortschritt (ADF) mit, einem Wahlbündnisses von DKP und Deutscher Friedensunion. Dort war er Mitglied des Bundespräsidiums und hessischer Spitzenkandidat in der Bundestagswahl von 1969. Der von ihm als Reaktion auf das Marburger Manifest mitbegründete „Bund demokratischer Wissenschaftler“ sollte aber keiner kommunistischen Kaderbildung dienen, sondern Schutz der individuellen Forschungsfreiheit vor gesellschaftlichen Angriffen bieten. Wichtig war es ihm hier, auch renommierte Wissenschaftler außerhalb marxistischer Kreise zu gewinnen.
Wenige Wochen nach der Bundestagswahl 1969 erlag Hofmann einem Kreislaufkollaps.
Seine Schrift zur Wirtschaftsgesellschaft wurde in Gruppen der Studentenbewegung in breitem Umfang rezipiert, während er diese Studenten seinerseits als „anarchistische Kleinbürger“ kritisierte.
Sein Sohn ist der 1951 geborene SPD-Politiker Joachim Hofmann-Göttig.

## Schriften (Auswahl)
- Die volkswirtschaftliche Gesamtrechnung, Berlin 1954
- Wohin steuert die Sowjetwirtschaft?, Berlin 1955
- Die Arbeitsverfassung der Sowjetunion, Berlin 1956
- Gesellschaftslehre als Ordnungsmacht, Berlin 1961
- Die säkulare Inflation, Berlin 1962
- Ideengeschichte der sozialen Bewegung, Berlin 1962
- Sozialökonomische Studientexte, Bd. 1 Wert und Preislehre, 2 Einkommenstheorie, 3 Theorie der Wirtschaftsentwicklung, Berlin  1964–66
- Stalinismus und Antikommunismus. Zur Soziologie des Ost-West-Konflikts, Frankfurt a. M. 1967; 2., überarbeitete Auflage 1968
- Universität, Ideologie, Gesellschaft: Beiträge zur Wissenschaftssoziologie. Frankfurt a. M., 1968
- Grundelemente der Wirtschaftsgesellschaft, Reinbek 1969
- Abschied vom Bürgertum. Essays und Reden, Frankfurt 1970
- Industriesoziologie für Arbeiter. Klassenverhältnis und Arbeitsverfassung. Herausgegeben aus dem wissenschaftlichen Nachlass von Herbert Claas und Rainer Rilling, Heilbronn 1988